# Amerotyphlops reticulatus
Espèce
Synonymes
- Anguis reticulata Linnaeus, 1758
- Agryrophis reticulatus (Linnaeus, 1758)
- Typhlops reticulatus (Linnaeus, 1758)
- Anguis rostralis Weigel, 1782
- Anguis nasutus Gmelin, 1789
- Anguis crocotatus Schneider, 1801
- Anguis rostratus Daudin, 1803
- Typhlops leucogaster Wied-Neuwied, 1825
- Ophthalmidion crassum Duméril in Duméril & Duméril, 1851
- Typhlops lumbricalis var. troscheli Jan in Jan & Sordelli, 1863
- Typhlops reticulatus flavescens Jan in Jan & Sordelli, 1864
- Typhlops reticulatus nigrolactea Jan in Jan & Sordelli, 1864

Statut de conservation UICN

 LC  : Préoccupation mineure
Amerotyphlops reticulatus est une espèce de serpents de la famille des Typhlopidae.

## Répartition
Cette espèce se rencontre en Colombie, en Polynésie française, au Venezuela, au Guyana, au Suriname, en Guyane, au Brésil, dans l'Ouest du Pérou et dans le Nord de la Bolivie.

## Description

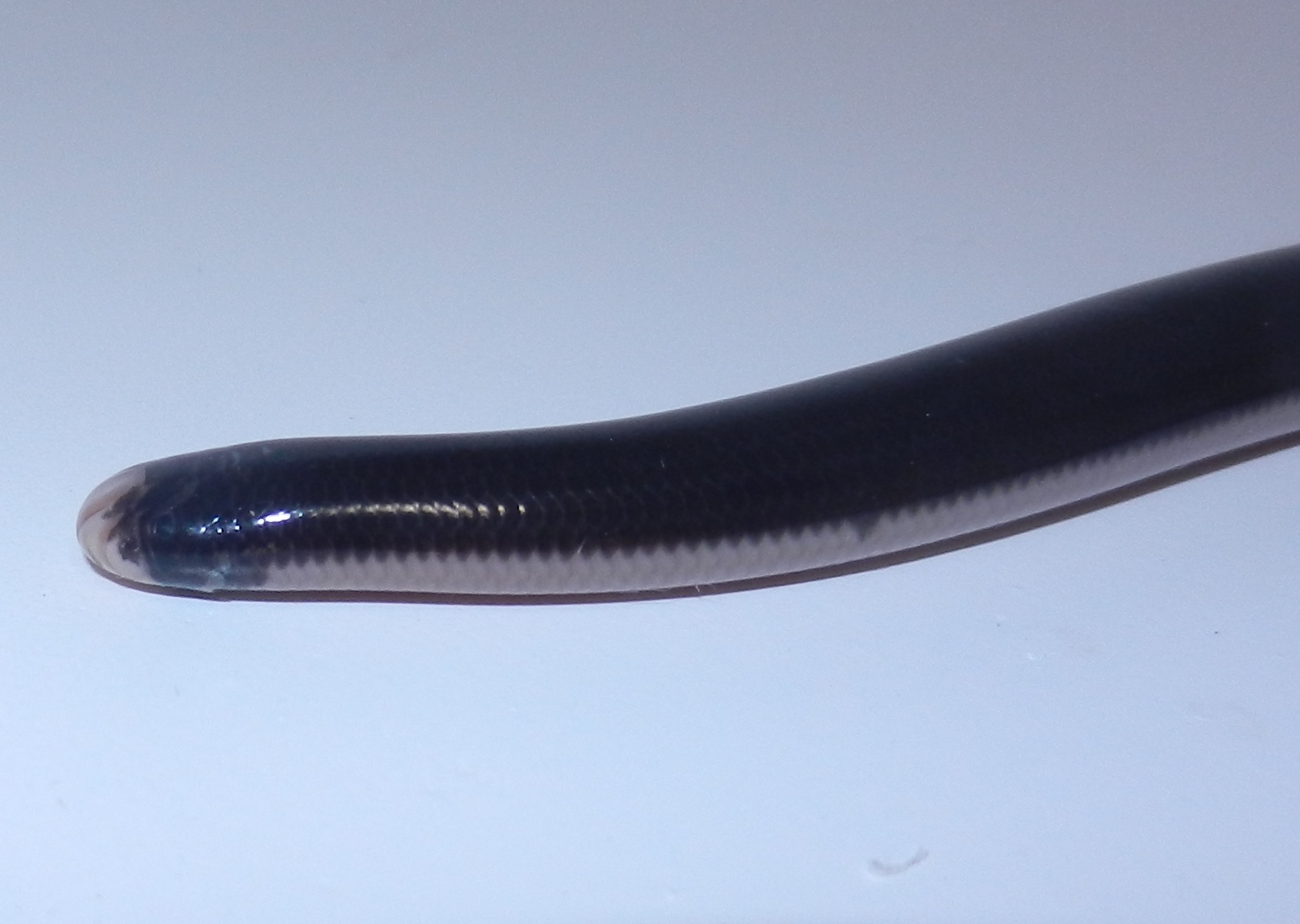
Amerotyphlops reticulatus

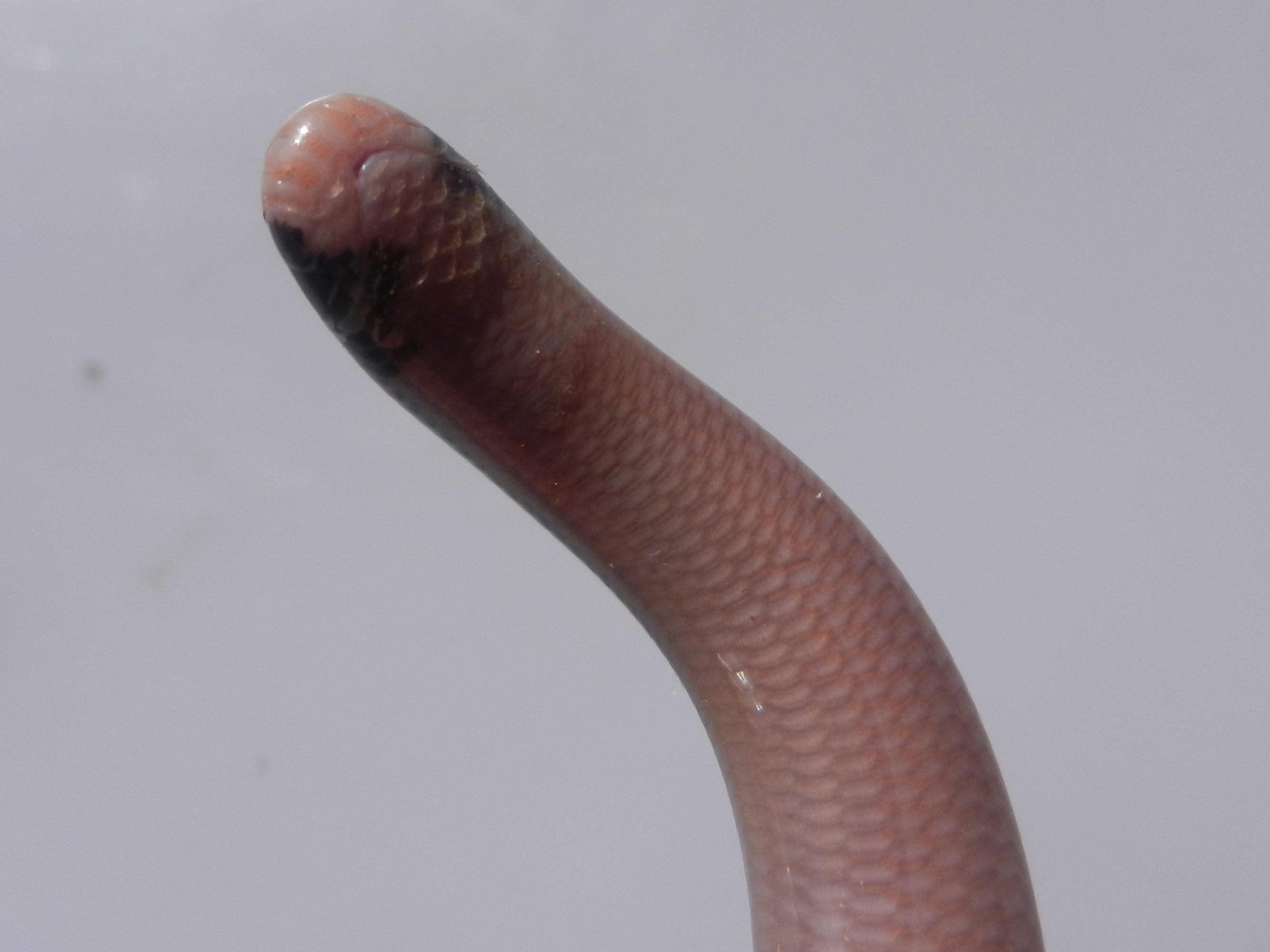
Amerotyphlops reticulatus

Amerotyphlops reticulatus mesure jusqu'à 522 mm.

## Publication originale
- Linnaeus, 1758 : Systema naturae per regna tria naturae, secundum classes, ordines, genera, species, cum characteribus, differentiis, synonymis, locis, ed. 10 (texte intégral).